# Чапле-Нові
Чапле-Нові (пол. Czaple Nowe) — село в Польщі, у гміні Любень-Куявський Влоцлавського повіту Куявсько-Поморського воєводства.
Населення — 98 осіб (2011).
У 1975-1998 роках село належало до Влоцлавського воєводства.

## Демографія
Демографічна структура станом на 31 березня 2011 року:
|          | Загалом | Допрацездатний вік | Працездатний вік | Постпрацездатний вік |
| -------- | ------- | ------------------ | ---------------- | -------------------- |
| Чоловіки | 48      | 7                  | 36               | 5                    |
| Жінки    | 50      | 15                 | 20               | 15                   |
| Разом    | 98      | 22                 | 56               | 20                   |